# Clemens Wenzelslaus von und zu Eltz-Rübenach
Clemens Wenzelslaus Reichsfreiherr und Edeler Herr von und zu Eltz-Rübenach (* 3. August 1791 in Koblenz; † 15. Dezember 1872 in Haus Wahn) war ein deutscher Rittergutsbesitzer und Politiker aus der Linie Rübenach des Adelsgeschlechtes Eltz.

## Familie
Von und zu Eltz-Rübenach war der Sohn des Rittergutsbesitzers Emmerich von und zu Eltz-Rübenach (* 31. August 1767 in Koblenz; † 21. März 1834 in Haus Wahn) und dessen Ehefrau Maria Aloysia Philippina geborene Reichsfreiin von Greiffenklau zu Vollraths. Er war katholisch und heiratete am 8. Februar 1820 Josefine Theresia Antonette Freiin Heereman von Zuydtwyck (* 16. Juli 1791 in Köln; † 29. Oktober 1930 in Wahn). Über seine Ehefrau kam er 1820 in den Besitz von Haus Wahn und Külseck. Aus der Ehe ging der Sohn Kuno von und zu Eltz-Rübenach (* 9. April 1832 in Haus Wahn; † 29. Oktober 1889 in Heidelberg) hervor, der stellvertretender Abgeordneter im Proviallandtag wurde.

## Leben
In den Befreiungskriegen diente er als Soldat und wurde in der Völkerschlacht bei Leipzig verwundet. Danach lebte er als Rittergutsbesitzer auf Haus Wahn.
Er war Bürgermeister der Bürgermeisterei Wahn und der Bürgermeisterei Heumar sowie Kreisdeputierter. Er gehörte dem Ritterrat der Genossenschaft des Rheinischen Ritterbürtigen Adels und dem Kunstverein für die Rheinlande und Westfalen an.
1837 war er stellvertretender Abgeordneter zum Provinziallandtag der Rheinprovinz und wurde zum Landtag einberufen. Dann war er von 1841 bis 1856 Abgeordneter. 1847 war er Mitglied im Ersten und 1848 im Zweiten Vereinigten Landtag. 1856 war er erneut Abgeordneter im Provinziallandtag, konnte aber an den Beratungen nicht teilnehmen. Er legte das Mandat 1858 nieder.